# Zach Filkins
Zachary Douglas Filkins (n. 15 septembrie 1978, Colorado, SUA) este un muzician, actor și compozitor american. Este chitaristul formației de pop rock OneRepublic.

## Biografie

### Tinerețea
O parte semnificativă din copilăria lui Filkins a fost petrecută studiind intens chitara clasică la Barcelona, Spania. A urmat liceul creștin Colorado Springs din Colorado Springs, Colorado, unde a jucat pentru echipa de fotbal a școlii. Acolo l-a întâlnit pe viitorul coleg de trupă Ryan Tedder, în ultimul an de liceu. În timpul unei călătorii acasă, Filkins și Tedder au discutat despre muzicienii lor preferați și au decis să formeze o trupă. Au început să cânte într-o grupă numită 'This Beautiful Mess' cu câțiva dintre prietenii lor, susținând mici concerte pentru prieteni și familie. După terminarea liceului, Tedder și Filkins s-au despărțit, fiecare mergând la facultăți diferite.

### Viața personală
În 2010, Filkins și soția sa, Lindsay, au avut un fiu, Leighton. El și-a mulțumit și i-a recunoscut public meritele în notele de pe albumul de debut al OneRepublic, Dreaming Out Loud. Filkins vorbește fluent spaniola.

## Carieră

### Modelare
Înainte de a se muta la Los Angeles și de a înființa OneRepublic, Filkins a făcut puțin modeling în Chicago. A lucrat sub agenția Maximum Talent și a apărut în reclame pentru câteva mărci, cum ar fi Covington și Jockey Underwear. Imaginea torsei lui poate fi încă văzută pe unele ambalaje Jockey Underwear.

### OneRepublic
Filkins cântă la chitară, violă și voce de acompaniament pentru trupă. Pe lângă chitară și voce de acompaniament, el îl ajută și pe prietenul și cofondatorul său, Ryan Tedder, la scrierea și compunerea muzicii pentru trupă. Filkins împarte creditele de scriere și compoziție pentru piesele „All Fall Down”, „Prodigal”, „Say (All I Need) ”, „Sleep”, „Something’s Not Right Here”, „Stop and Stare”, „Tyrant” și „ Won't Stop”.

#### Formare
În 2002, Filkins a primit un telefon de la Tedder, întrebându-l dacă mai vrea să formeze o trupă. Tedder l-a convins pe Filkins să se mute din Chicago la Los Angeles. După câteva schimbări de componență, trupa s-a consolidat cu Tedder la clape și voce principală, Filkins și Drew Brown la chitară, Brent Kutzle la bas și violoncel și Eddie Fisher la tobe și percuție. După doar nouă luni la Los Angeles, au semnat cu Columbia Records și au înregistrat un album complet, ceea ce a durat doi ani. Cu două luni înainte de lansarea albumului, au fost eliminați de la casa de discuri. Imediat ce au fost eliminați, profilul MySpace al trupei a decolat și au devenit rapid cel mai bun act neînregistrat pe site-ul de socializare. Un număr de case de discuri le-au oferit un contract, inclusiv Interscope Records. Deși ezitau să semneze cu o altă casă de discuri majoră, trupa a semnat cu Interscope sub Mosley Music Group al lui Timbaland, ca prima lor trupă de rock.
Filkins a fost, de asemenea, jurat la cea de-a 10-a și a 11-a ediție a Independent Music Awards pentru a susține cariera artiștilor independenți.

### Altele
Filkins a apărut ca invitat în rolul unui pădurar în serialul de crimă de succes Criminal Minds, sezonul 7, episodul 6, intitulat „Epilog”.